# ヴィリ・テスマン

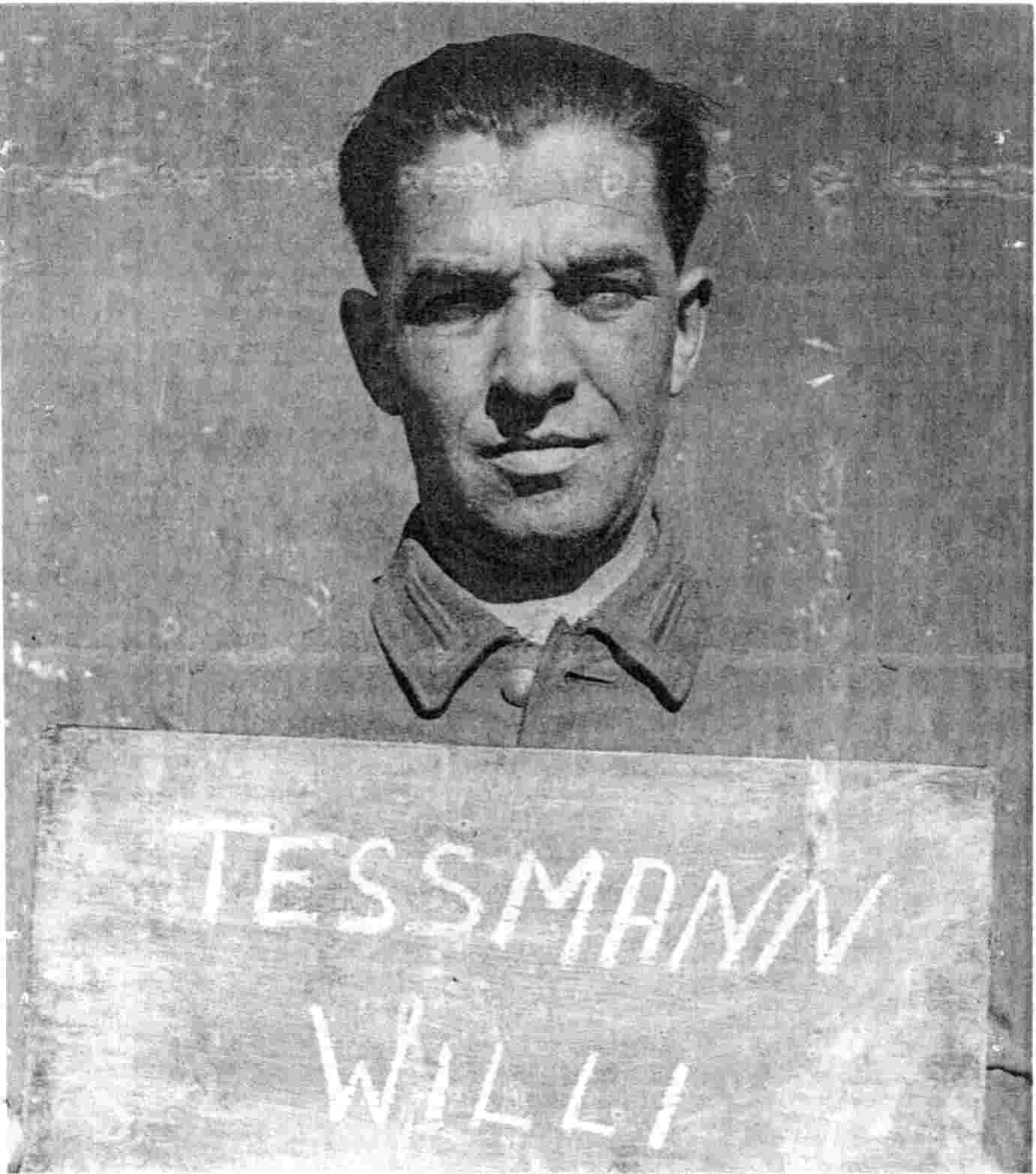
敗戦後の写真

ヴィルヘルム・ベルンハルト・テスマン（Wilhelm Bernhard Tessmann, 1908年1月15日 - 1948年1月29日）は、ドイツの警察官。ナチス・ドイツの時代、ハンブルク＝フールスビュッテル警察監獄で所長を務めた。ヴィリ・テスマン（Willi Tessmann）の通称でも知られる。

## 経歴
1908年、ハンブルクにて御者（Kutscher）の息子として生を受ける。若年期はプロテスタント派の教会で教会青少年団（Kirchenjugend）の活動に参加する。学校教育を終えた後、1925年までは庭師としての修行を受けた。その後は庭師として働いていたが1933年9月に解雇され失業した。なお、1925年から1930年まではドイツ青年騎士団の活動に関与し、1932年5月1月には国家社会主義ドイツ労働者党（NSDAP, ナチ党）に入党すると共に親衛隊（SS）に入隊している。
テスマンにはリーゼロッテ（Lieselotte）という婚約者があった。1935年9月に結婚し、のちに7人の子供をもうけている。

### ナチス・ドイツ
1934年2月、テスマンは義父の紹介でハンブルク市警察（Schutzpolizei）に職を得る。数週間の訓練を受けた後、彼はゲシュタポの一員としてフールスビュッテル強制収容所の看守に任命された。1937年にはハンブルクのゲシュタポ支局でテレタイプ端末操作員として採用され、翌1938年にはベルリンのゲシュタポ本部に送られ警察官としての訓練を受けた。1940年、フールスビュッテル収容所に戻る。1943年4月、所長ヨハネス・ローデのもとで副所長に就任。1943年11月、ローデの後任として所長に就任。この際、副所長にはハンス・シュタンケ（Hans Stange）を任命している。
取調べを受けた収容者がゲシュタポ側の望む通りの証言をしなかった場合、テスマンは彼らを独房へ送った。独房への監禁と拷問の末に自殺した収容者もいた。また、収容者への暴行や処刑はテスマンの指揮下で遂行され、彼自身もこれに参加していた。
イギリス軍によるハンブルク解放が迫る1945年4月15日、テスマンは収容者をノルトマルク労働教育収容所に「避難」（Evakuierung）させるようにと命令を下した。こうして始まった「死の行進」の際、収容者らを監視することとなったテスマンは「歩けなくなった者や逃げようとした者は射殺する」と宣言した。5月3日、テスマンらはシュレースヴィヒのイプシュテット（Ipstedt）に到達した。ここで敗走中だった国防軍の大隊と合流するが、5日後には統制が崩壊し隊列は離散することとなる。

### 敗戦後
敗戦後、テスマンはイギリス占領区域内のハイデで農夫として働いていた。この時期のテスマンは国防軍の復員兵を装っており、占領軍当局も彼を疑ってはいなかった。1945年7月27日、ハンブルクのランゲンホルンに移り家族とともに暮らし始める。7月29日、隣人の通報によりテスマンはイギリス陸軍憲兵隊に逮捕された。テスマンはハンブルク市内のハンブルク調査拘置所で簡単な尋問を受けた後、ノイエンガンメ抑留収容所（旧ノイエンガンメ強制収容所）に身柄を移された。この際、テスマンは同収容所内に収容されていたSSおよび警察時代の同僚とコンタクトを試みたとされている。テスマンはフールスビュッテル収容所での勤務に関連し、いわゆるクリオハウス裁判の中で2度の起訴を受けている。どちらの裁判でも、彼は他の被告と共に裁かれた。
フールスビュッテル収容所で看守として勤務していたヨハン・ライツバッハ（Johann Leitzbach）は、英軍担当者による取調べの際に次のように証言した。
私の在職中、ノイエンガンメでは10人ほどの脱走者が射殺された。この銃撃にはテスマンが参加していた。脱走者の国籍はわからなかったが、少なくとも1人は20代から30代の東部系労務者だった。彼らはシュルマイヤーの駅から送り込まれたのだ。私がこれを特に覚えているのは、テスマンの命令により私も射殺の場に居合わせたからだ。私が銃撃を拒否すると代わりにロシェ（Rusche）という看守に命令が与えられたが、彼もまた拒否した。
1947年8月6日、ソ連人捕虜の強制労働に関し責任があったとしてテスマンに懲役7年が宣告された。9月24日、「死の行進」の際にポーランド人捕虜11名を射殺したとして死刑が宣告された。1948年1月29日、ハーメルン監獄にて処刑された。